# Municípios da República Dominicana
As províncias da República Dominicana são divididas em dois ou mais municípios com exceção do Distrito Nacional que consiste em apenas um município – Santo Domingo. São subdivisões políticas e administrativas de segundo nível do país.
A divisão das províncias em municípios foi estabelecida na constituição (Constituição de Título I seção II artigo. 5-2002) e promulgada pela lei. Atualmente pela lei 5220 sobre a divisão territorial da República Dominicana (Ley No. 5220 sobre División Territorial de la República Dominicana) emitida em 1959 e alterada várias vezes para criar novas províncias, municípios e unidades administrativas.

## Administração
Os municípios são governados por conselhos municipais (ayuntamientos) e um prefeito (Síndico) eleitos pelos habitantes, conforme determinado pela constituição (Constituição de Título VIII artigo. 82 2002) e lei 3455 da administração dos municípios (Ley 3455 de Organización Municipal).
Quando um município consiste em mais do que um centro urbano aqueles ao lado da sede do município pode ser elevado ao estatuto de um distrito municipal. Um conselheiro municipal (Junta Municipal) para tal um distrito municipal é nomeado pela Câmara Municipal do município ao qual ele pertence (Ley 3455 Titulo I Capitulo IV).
As zonas rurais de um município são divididas em distritos, que estão mais divididas em bairros. As câmaras municipais nomeiam os prefeitos distritais (Alcalde pedáneo) que representam a administração municipal a nível distrital (Ley 3455 Titulo I Capitulo V).
Como os municípios diferem em grande parte pela população, eles ou os centros urbanos que as pertencem podem ser cidades (Ciudades), a capital de uma província ou com mais de 10 000 habitantes, vilas (Villas), a sede de um município ou com mais de 1 000 habitantes ou aldeias (Poblados) com menos de 1 000 habitantes.

## Municípios
A seguir está uma lista dos 159 municípios da República Dominicana a partir de 7 de junho de 2014.
| Altamira                      | Puerto Plata           | 19 052    | 179,32   | 106/km²    |
| Arenoso (República Dominicana | Duarte                 | 15 122    | 142,20   | 106/km²    |
| Azua de Compostela            | Azua                   | 125 487   | 416,30   | 301/km²    |
| Baitoa                        | Santiago               | 32 570    | 45,22    | 720/km²    |
| Bajos de Haina                | San Cristóbal          | 142 322   | 38,49    | 3 698/km²  |
| Baní                          | Peravia                | 145 595   | 642,75   | 227/km²    |
| Bayaguana                     | Monte Plata            | 32 997    | 877,99   | 38/km²     |
| Boca Chica                    | Santo Domingo          | 162 633   | 145,67   | 1 116/km²  |
| Bohechío                      | San Juan               | 13 222    | 407,82   | 32/km²     |
| Bonao                         | Monseñor Nouel         | 142 984   | 664,37   | 215/km²    |
| Cabral                        | Barahona               | 12 623    | 149,30   | 85/km²     |
| Cabrera                       | María Trinidad Sánchez | 28 523    | 297,58   | 96/km²     |
| Cambita Garabitos             | San Cristóbal          | 31 952    | 202,52   | 158/km²    |
| Castañuela                    | Monte Cristi           | 16 323    | 80,90    | 202/km²    |
| Castillo                      | Duarte                 | 18 962    | 133,68   | 142/km²    |
| Cayetano Germosen             | Espaillat              | 10 002    | 17,75    | 563/km²    |
| Cevicos                       | Sánchez Ramírez        | 23 202    | 305,64   | 76/km²     |
| Comendador                    | Elías Piña             | 43 671    | 252,93   | 173/km²    |
| Concepción de La Vega         | La Vega                | 253 919   | 639,85   | 397/km²    |
| Constanza                     | La Vega                | 82 212    | 848,79   | 97/km²     |
| Consuelo                      | San Pedro de Macorís   | 31 252    | 131,52   | 238/km²    |
| Cotuí                         | Sánchez Ramírez        | 154 343   | 619,88   | 249/km²    |
| Cristóbal                     | Independencia          | 7 952     | 151,72   | 52/km²     |
| Dajabón                       | Dajabón                | 40 687    | 253,41   | 161/km²    |
| Duvergé                       | Independencia          | 25 971    | 521,64   | 50/km²     |
| El Cercado                    | San Juan               | 21 522    | 283,05   | 76/km²     |
| El Factor                     | María Trinidad Sánchez | 25 956    | 149,23   | 174/km²    |
| El Llano                      | Elías Piña             | 7 923     | 104,49   | 76/km²     |
| El Peñón                      | Barahona               | 4 022     | 204,12   | 20/km²     |
| El Pino                       | Dajabón                | 7 212     | 88,35    | 82/km²     |
| El Valle                      | Hato Mayor             | 11 222    | 161,12   | 70/km²     |
| Enriquillo                    | Barahona               | 9 923     | 354,10   | 28/km²     |
| Esperanza                     | Valverde               | 68 522    | 215,24   | 318/km²    |
| Estebanía                     | Azua                   | 8 522     | 159,20   | 54/km²     |
| Eugenio María de Hostos       | Duarte                 | 16 232    | 78,23    | 207/km²    |
| Fantino                       | Sánchez Ramírez        | 30 210    | 95,97    | 315/km²    |
| Fundación                     | Barahona               | 6 212     | 52,59    | 118/km²    |
| Galván                        | Bahoruco               | 13 623    | 214,66   | 63/km²     |
| Gaspar Hernández              | Espaillat              | 45 202    | 366,18   | 123/km²    |
| Guananico                     | Puerto Plata           | 8 213     | 57,32    | 143/km²    |
| Guayabal                      | Azua                   | 6 855     | 262,87   | 26/km²     |
| Guayacanes                    | San Pedro de Macorís   | 19 852    | 129,78   | 153/km²    |
| Guaymate                      | La Romana              | 28 233    | 309,80   | 91/km²     |
| Guayubín                      | Monte Cristi           | 50 251    | 899,26   | 56/km²     |
| Hato Mayor del Rey            | Hato Mayor             | 73 558    | 659,65   | 112/km²    |
| Hondo Valle                   | Elías Piña             | 12 200    | 120,63   | 101/km²    |
| Imbert                        | Puerto Plata           | 22 300    | 170,70   | 131/km²    |
| Jamao al Norte                | Espaillat              | 19 652    | 115,48   | 170/km²    |
| Jánico                        | Santiago               | 58 521    | 403,20   | 145/km²    |
| Jaquimeyes                    | Barahona               | 4 422     | 178,63   | 25/km²     |
| Jarabacoa                     | La Vega                | 78 522    | 665,88   | 118/km²    |
| Jima Abajo                    | La Vega                | 33 252    | 132,72   | 251/km²    |
| Jimaní                        | Independencia          | 19 263    | 458,49   | 42/km²     |
| Juan de Herrera               | San Juan               | 18 522    | 146,85   | 126/km²    |
| Juan Santiago                 | Elías Piña             | 5 023     | 107,15   | 47/km²     |
| La Ciénaga                    | Barahona               | 8 023     | 112,30   | 71/km²     |
| La Descubierta                | Independencia          | 10 022    | 206,85   | 48/km²     |
| La Mata                       | Sánchez Ramírez        | 41 052    | 174,64   | 235/km²    |
| La Romana                     | La Romana              | 207 784   | 185,52   | 1 120/km²  |
| Laguna Salada                 | Valverde               | 31 023    | 184,54   | 168/km²    |
| Las Charcas                   | Azua                   | 12 823    | 251,23   | 51/km²     |
| Las Guáranas                  | Duarte                 | 16 022    | 86,49    | 185/km²    |
| Las Matas de Farfán           | San Juan               | 92 232    | 636,64   | 145/km²    |
| Las Matas de Santa Cruz       | Monte Cristi           | 11 223    | 109,51   | 102/km²    |
| Las Terrenas                  | Samaná                 | 20 522    | 113,10   | 181/km²    |
| Licey al Medio                | Santiago               | 64 522    | 27,04    | 2 386/km²  |
| Loma de Cabrera               | Dajabón                | 23 211    | 238,51   | 97/km²     |
| Los Alcarrizos                | Santo Domingo          | 302 102   | 52,14    | 5 794/km²  |
| Los Cacaos                    | San Cristóbal          | 19 899    | 145,62   | 137/km²    |
| Los Hidalgos                  | Puerto Plata           | 13 521    | 101,10   | 134/km²    |
| Los Ríos                      | Bahoruco               | 7 023     | 149,87   | 47/km²     |
| Luperón                       | Puerto Plata           | 16 959    | 272,07   | 62/km²     |
| Maimón                        | Monseñor Nouel         | 24 233    | 90,07    | 269/km²    |
| Matanzas                      | Peravia                | 35 414    | 101,04   | 350/km²    |
| Mella                         | Independencia          | 5 052     | 508,81   | 10/km²     |
| Miches                        | El Seibo               | 23 141    | 442,47   | 52/km²     |
| Moca                          | Espaillat              | 186 225   | 239,36   | 778/km²    |
| Monción                       | Santiago Rodríguez     | 15 622    | 101,61   | 154/km²    |
| Monte Plata                   | Monte Plata            | 60 957    | 623,55   | 98/km²     |
| Neiba                         | Bahoruco               | 62 345    | 275,33   | 226/km²    |
| Nizao                         | Peravia                | 36 232    | 48,54    | 746/km²    |
| Oviedo                        | Pedernales             | 11 652    | 799,86   | 15/km²     |
| Padre Las Casas               | Azua                   | 42 321    | 496,98   | 85/km²     |
| Paraíso                       | Barahona               | 16 223    | 138,63   | 117/km²    |
| Partido                       | Dajabón                | 7 952     | 157,29   | 51/km²     |
| Pedernales                    | Pedernales             | 40 513    | 1 274,67 | 32/km²     |
| Pedro Brand                   | Santo Domingo          | 110 005   | 212,29   | 518/km²    |
| Pedro Santana                 | Elías Piña             | 7 993     | 575,02   | 14/km²     |
| Pepillo Salcedo               | Monte Cristi           | 10 652    | 149,32   | 71/km²     |
| Peralta                       | Azua                   | 17 252    | 115,85   | 149/km²    |
| Peralvillo                    | Monte Plata            | 24 232    | 153,35   | 158/km²    |
| Piedra Blanca                 | Monseñor Nouel         | 35 966    | 237,95   | 151/km²    |
| Pimentel                      | Duarte                 | 23 202    | 124,67   | 186/km²    |
| Polo                          | Barahona               | 7 895     | 200,61   | 39/km²     |
| Postrer Río                   | Independencia          | 6 323     | 158,93   | 40/km²     |
| Pueblo Viejo                  | Azua                   | 13 522    | 45,38    | 298/km²    |
| Puñal                         | Santiago               | 77 562    | 60,80    | 1 276/km²  |
| Quisqueya                     | San Pedro de Macorís   | 23 229    | 155,45   | 149/km²    |
| Ramón Santana                 | San Pedro de Macorís   | 10 245    | 249,92   | 41/km²     |
| Rancho Arriba                 | San José de Ocoa       | 12 014    | 203,53   | 59/km²     |
| Restauración                  | Dajabón                | 8 212     | 283,58   | 29/km²     |
| Río San Juan                  | María Trinidad Sánchez | 24 212    | 272,19   | 89/km²     |
| Sabana de la Mar              | Hato Mayor             | 18 252    | 508,52   | 36/km²     |
| Sabana Grande de Boyá         | Monte Plata            | 35 263    | 535,08   | 66/km²     |
| Sabana Grande de Palenque     | San Cristóbal          | 26 232    | 30,13    | 871/km²    |
| Sabana Iglesia                | Santiago               | 47 522    | 58,30    | 815/km²    |
| Sabana Larga                  | San José de Ocoa       | 10 202    | 167,00   | 61/km²     |
| Sabana Yegua                  | Azua                   | 24 051    | 101,58   | 237/km²    |
| Salcedo                       | Hermanas Mirabal       | 62 643    | 190,60   | 329/km²    |
| Las Salinas                   | Barahona               | 4 992     | 123,47   | 40/km²     |
| Higüey                        | La Altagracia          | 322 266   | 2 029,14 | 159/km²    |
| San Antonio de Guerra         | Santo Domingo          | 125 412   | 288,25   | 435/km²    |
| San Cristóbal                 | San Cristóbal          | 240 705   | 226,52   | 1 063/km²  |
| San Felipe de Puerto Plata    | Puerto Plata           | 330 783   | 509,01   | 650/km²    |
| San Fernando de Monte Cristi  | Monte Cristi           | 47 132    | 842,95   | 56/km²     |
| Bánica                        | Elías Piña             | 7 822     | 265,98   | 29/km²     |
| San Francisco de Macorís      | Duarte                 | 213 906   | 727,15   | 294/km²    |
| San Gregorio de Nigua         | San Cristóbal          | 32 852    | 48,76    | 674/km²    |
| Yaguate                       | San Cristóbal          | 45 852    | 121,81   | 376/km²    |
| San Ignacio de Sabaneta       | Santiago Rodríguez     | 71 217    | 804,47   | 89/km²     |
| San José de las Matas         | Santiago               | 68 212    | 1 549,06 | 44/km²     |
| San José de los Llanos        | San Pedro de Macorís   | 45 256    | 436,46   | 104/km²    |
| San José de Ocoa              | San José de Ocoa       | 75 424    | 484,87   | 156/km²    |
| San Juan de la Maguana        | San Juan               | 156 583   | 1 876,21 | 83/km²     |
| San Luis                      | Santo Domingo          | 300 215   | 48,65    | 6 171/km²  |
| San Pedro de Macorís          | San Pedro de Macorís   | 263 077   | 152,33   | 1 727/km²  |
| San Rafael del Yuma           | La Altagracia          | 50 023    | 981,20   | 51/km²     |
| San Víctor                    | Espaillat              | 72 320    | 99,85    | 724/km²    |
| Sánchez                       | Samaná                 | 28 952    | 328,53   | 88/km²     |
| Santa Bárbara de Samaná       | Samaná                 | 90 233    | 412,11   | 219/km²    |
| Santa Cruz de Barahona        | Barahona               | 138 470   | 163,02   | 849/km²    |
| Santa Cruz de El Seibo        | El Seibo               | 87 071    | 1 344,33 | 65/km²     |
| Santa Cruz de Mao             | Valverde               | 117 481   | 423,60   | 277/km²    |
| Santiago de los Caballeros    | Santiago               | 1 000 087 | 428,88   | 2 332/km²  |
| São Domingos                  | Distrito Nacional      | 1 402 749 | 104,44   | 13 431/km² |
| Santo Domingo Este            | Santo Domingo          | 735 361   | 106,29   | 6 918/km²  |
| Santo Domingo Norte           | Santo Domingo          | 785 263   | 388,96   | 2 019/km²  |
| Santo Domingo Oeste           | Santo Domingo          | 742 062   | 54,10    | 13 716/km² |
| Sosúa                         | Puerto Plata           | 49 563    | 276,89   | 179/km²    |
| Tábara Arriba                 | Azua                   | 25 212    | 209,84   | 120/km²    |
| Tamayo                        | Bahoruco               | 19 326    | 522,14   | 37/km²     |
| Tamboril                      | Santiago               | 79 522    | 70,63    | 1 126/km²  |
| Tenares                       | Hermanas Mirabal       | 29 223    | 159,71   | 183/km²    |
| Trinidad Sánchez Nagua        | María Trinidad Sánchez | 117 195   | 552,71   | 212/km²    |
| Vallejuelo                    | San Juan               | 15 212    | 218,82   | 70/km²     |
| Vicente Noble                 | Barahona               | 20 013    | 225,63   | 89/km²     |
| Villa Altagracia              | San Cristóbal          | 100 252   | 482,05   | 208/km²    |
| Villa Bisonó                  | Santiago               | 55 523    | 92,60    | 600/km²    |
| Villa González                | Santiago               | 59 321    | 100,78   | 589/km²    |
| Villa Hermosa                 | La Romana              | 108 563   | 158,63   | 684/km²    |
| Villa Isabela                 | Puerto Plata           | 17 855    | 212,60   | 84/km²     |
| Villa Jaragua                 | Bahoruco               | 8 952     | 120,23   | 74/km²     |
| Villa Los Almácigos           | Santiago Rodríguez     | 12 205    | 205,06   | 60/km²     |
| Villa Montellano              | Puerto Plata           | 19 986    | 73,89    | 270/km²    |
| Villa Riva                    | Duarte                 | 35 203    | 309,93   | 114/km²    |
| Villa Tapia                   | Hermanas Mirabal       | 30 021    | 90,12    | 333/km²    |
| Villa Vásquez                 | Monte Cristi           | 15 252    | 229,86   | 66/km²     |
| Yamasá                        | Monte Plata            | 69 192    | 441,61   | 157/km²    |
| Yayas de Viajama              | Azua                   | 22 201    | 472,54   | 47/km²     |

## Mapa

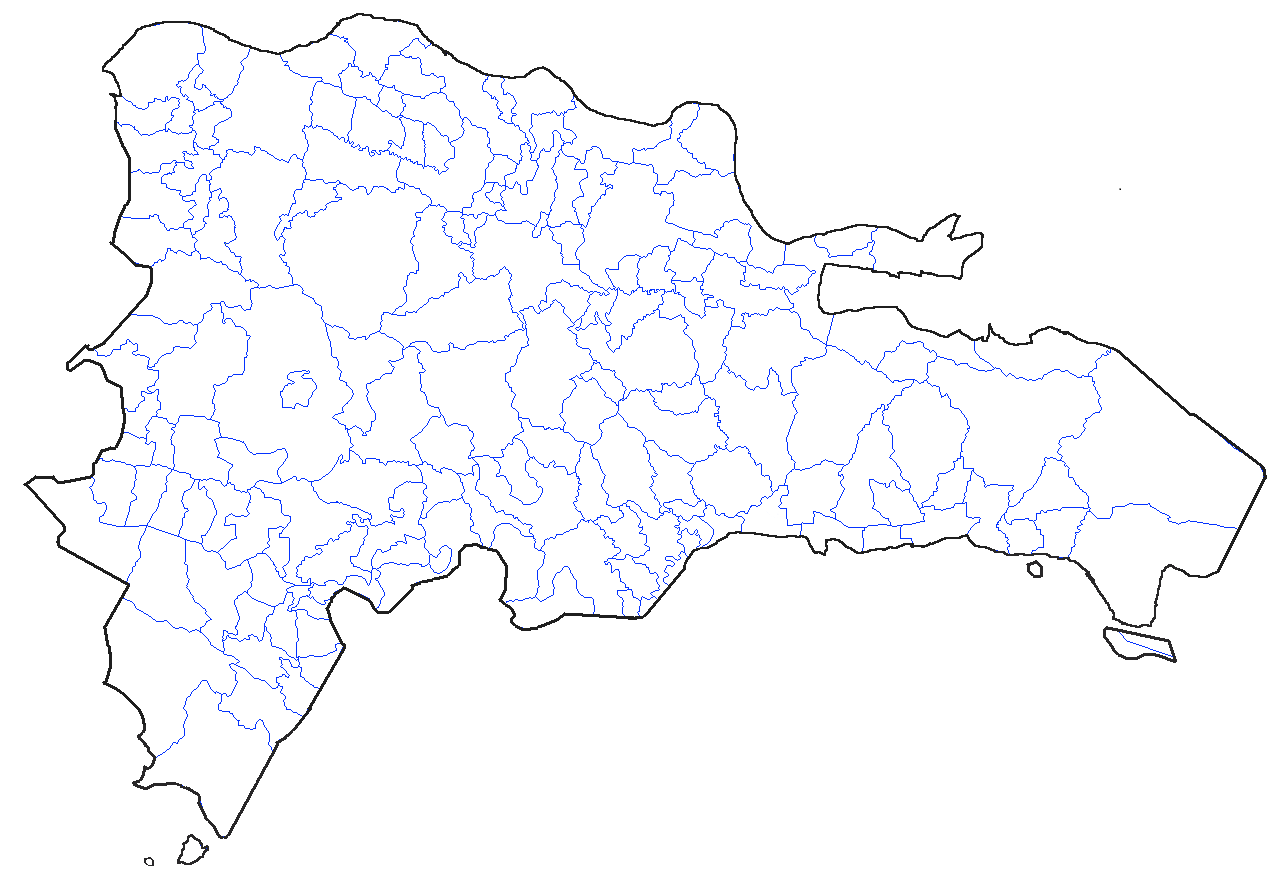
Municípios da República Dominicana